# 韋伯斯特斯克羅辛 (紐約州)
韋伯斯特斯克羅辛（英語：Websters Crossing）是位於美國紐約州利文斯頓縣的普查規定居民點。

## 人口
根據2020年美國人口普查的數據，韋伯斯特斯克羅辛的面積為0.29平方千米，皆為陸地。當地共有人口52人，而人口密度為每平方千米179.31人。